# 서귀포경찰서
서귀포경찰서(西歸浦警察署, Seogwipo Police Station)는 제주특별자치도경찰청 소속 경찰서 중 하나이다. 대한민국의 제주특별자치도 서귀포시 일대를 관할한다. 제주특별자치도 서귀포시 신중로 27에 위치하고 있다.
서장은 총경으로 보한다.

## 조직
| - 청문감사관 - 112종합상황실 - 경무과 | - 생활안전과 - 여성청소년과 - 수사과 | - 형사과 - 경비교통과 - 정보보안과 |

## 관할 파출소 및 지구대
서귀포경찰서는 1개의 지구대와 8개의 파출소를 산하에 두고 있다.
| 명칭       | 사진 | 주소            | 관할구역                                                            | 치안센터 |
| ---------- | ---- | --------------- | ------------------------------------------------------------------- | -------- |
| 중동지구대 |      | 태평로 552      | 동홍동, 중앙동, 송산동, 보목동, 천지동, 서홍동, 서귀동, 토평동 일부 |          |
| 효돈파출소 |      | 효돈로 171-1    | 상효동, 하효동, 신효동, 토평동 일부                                 |          |
| 서부파출소 |      | 신서귀로51길 18 | 법환동, 서호동, 호근동, 도순동, 강정동, 월평동, 용홍동, 영남동      |          |
| 중문파출소 |      | 천제연로 165    | 중문동, 대포동, 회수동, 하원동, 색달동, 상예동, 하예동              |          |
| 안덕파출소 |      | 화순로 116      | 안덕면                                                              |          |
| 대정파출소 |      | 상모로 310      | 대정읍                                                              |          |
| 남원파출소 |      | 태위로 702      | 남원읍                                                              |          |
| 표선파출소 |      | 표선동서로 217  | 표선면                                                              |          |
| 성산파출소 |      | 성산중앙로 53   | 성산읍                                                              |          |

## 같이 보기
- 제주특별자치도경찰청